# Friedhof Neubruchhausen

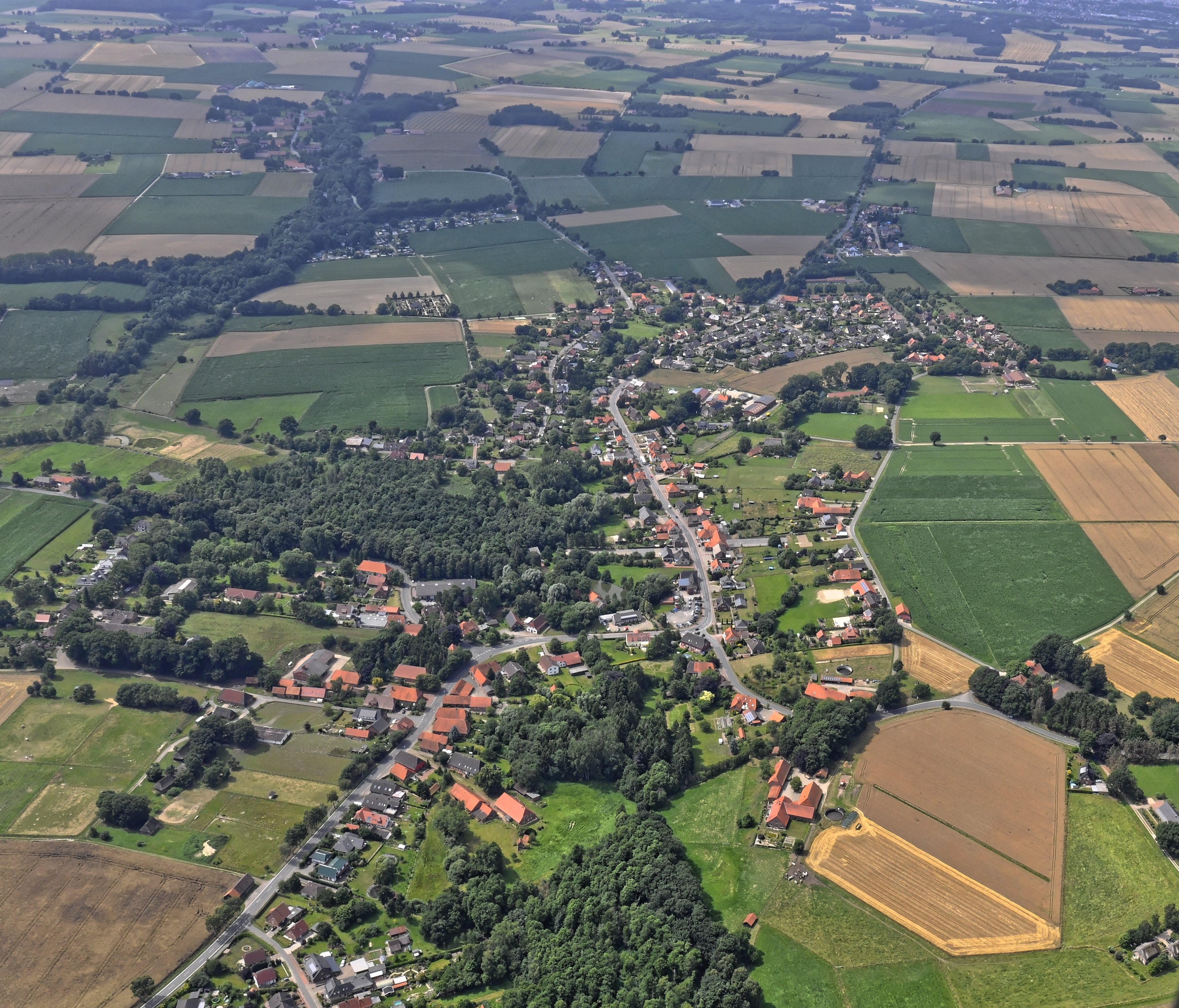
Der Friedhof liegt etwas links und etwas oberhalb der Bildmitte (2015)

Der Friedhof Neubruchhausen liegt in Neubruchhausen, einem Stadtteil von Bassum im niedersächsischen Landkreis Diepholz. Es ist der Begräbnisplatz für die Verstorbenen aus Neubruchhausen und Umgebung.

## Beschreibung
Der etwa 90 Meter lange und maximal etwa 120 Meter breite Friedhof liegt südwestlich der Dreifaltigkeitskirche Neubruchhausen an der Waldstraße, südlich der Straße nach Hallstedt und Albringhausen (= Kreisstraße K 127).
Auf dem Friedhof sind diese Grabarten möglich (Stand 2024):
- für Särge und Urnen: Reihen- und Wahlgrabstätten
- für Urnen: Urnenwahlgrabstätten und anonyme Urnengrabstätten (auf Wunsch mit Namenstafel)[1]

## Geschichte
Neubruchhausen verfügt seit 1905 über einen eigenen kommunalen Friedhof. Die Friedhofskapelle wurde im Jahr 1967 errichtet.